# Calathusa hemicappa
Calathusa hemicappa är en fjärilsart som beskrevs av Turner 1939. Calathusa hemicappa ingår i släktet Calathusa och familjen trågspinnare. Inga underarter finns listade i Catalogue of Life.